# William Freeman (martyr)
Pour les articles homonymes, voir Freeman.
Thomas Felton, né en 1558 près de York et mort le 13 août 1595, est un prêtre catholique anglais arrêté et exécuté sous le règne d'Elizabeth I .

## Biographie
Né dans une famille restée fidèle à l'Église catholique, il préfère se faire anglican. Devenu anglican il peut ainsi s'inscrire à l'université d'Oxford et y obtenir en 1581 son BA. Il choisit alors de s'installer à Londres. On raconte alors qu'en 1586 il assiste à l'exécution de Edward Stransham. Le témoignage de ce prêtre qui refuse jusqu'à accepter la mort la nouvelle religion l'impressionne. Se rappelant ses propres origines il décide de tout quitter et part à son tour pour le continent où il s'inscrit au collège anglais de l'université de Reims en vue de devenir lui aussi prêtre. Il est ordonné l'année suivante. De retour en Angleterre dès 1589 il exerce son ministère dans le Warwickshire pendant près de 6 ans sans être arrêté. En 1595 il est finalement arrêté à Stratford-on-Avon chez les Heaths, une famille catholique dont la maison est perquisitionnée. Se déclarant le tuteur du fils de la famille il est néanmoins soupçonné d'être prêtre. Gardé en prison pendant 7 mois il n'avouera jamais. Trahi par un co-détenu connaissant sa qualité de prêtre il est sommairement jugé à Warwick et condamné à mort. Il subit la peine réservée au traître à savoir être pendu, traîné sur une claie jusqu'à la potence et mis en quart. 

## Vénération
Reconnu comme un martyr catholique, il est béatifié en 15 décembre 1929 par le pape Pie XI. Vénéré par l'Église catholique il est fêté le 13 août et est compté dans la liste des martyrs de Douai et des Cent sept martyrs d'Angleterre et du pays de Galles.

## Voir également
- Martyrologe romain
- Martyrs d'Angleterre et du pays de Galles
- Quatre-vingt-cinq martyrs d'Angleterre et de Galles
- Quarante martyrs d'Angleterre et de Galles
- Cinquante-quatre martyrs anglais